# Rotunda svatého Jiří (Říp)
Rotunda svatého Jiří na vrcholu hory Říp je významná církevní i kulturní památka. Památková ochrana se vztahuje nejen na zmíněnou sakrální stavbu, ale i na samotnou horu Říp, která se rozkládá na katastrálním území obce Mnetěš v okrese Litoměřice v Ústeckém kraji. Románská rotunda, která byla původně zasvěcená svatému Vojtěchovi, patří mezi nejstarší dochované stavby v Česku. Jde o klasický příklad románského slohu s malými okny a silnými zdmi.

## Historie
První písemná zmínka o zdejší rotundě je k roku 1126, kdy nechal kníže Soběslav I. na paměť vítězství v bitvě u Chlumce stávající kostelík opravit a rozšířit o západní kruhovou věž. Z této skutečnosti plyne, že k založení stavby došlo již dříve, snad kolem roku 1039, kdy byly do Prahy přeneseny ostatky svatého Vojtěcha, jemuž byla kaple na Řípu zasvěcena. Roku 1138 získal kostelík Strahovský klášter. Roku 1577 se stal součástí panství Roudnice nad Labem. Teprve od 16. století je známo zasvěcení svatému Jiří, patronu Přemyslovců. Po třicetileté válce získali místo Lobkovicové. Kostel se v 17. a 18. století stal oblíbeným poutním místem.
Současná podoba rotundy je výsledkem puristické přestavby, která proběhla v letech 1869–1881. Při ní byl nově proražen jižní portál (předtím se do rotundy vstupovalo dnes zazděným vchodem na západní straně), zřízena velká okna v lodi a stavba opatřena hladkou venkovní omítkou. Ta byla za první československé republiky z poloviny otlučena. V šedesátých letech 20. století pak došlo k dalším stavebním úpravám, a to na základě požadavku fasádu romanizovat. Plášť byl od přízemí kompletně přezděn, čímž zaniklo i nejstarší dochované románské zdivo ve druhém podlaží věže. Rotunda tak získala „románský“ vzhled s neomítnutou fasádou. Jižní portál zřízený při předchozí přestavbě byl vybourán a nahrazen novým v neorománském stylu, okenní otvory v lodi byly zmenšeny a vybaveny replikou románského ostění. Ačkoli bylo v průběhu prací opakovaně konstatováno, že historická opuková dlažba je v pořádku, pouze je třeba vyměnit několik prasklých dlaždic, nakonec došlo k jejímu nahrazení pískovcovou dlažbou. Vzhledem ke zhoršujícímu se stavu historického opukového zdiva v přízemní části fasády, na kterém se negativně podepsalo vystavení neomítnutého zdiva povětrnostním vlivům, byla kolem roku 2009 fasáda omítnuta. Kvůli použité nevhodné technologii však dochází k rychlému chátrání omítky.

## Sochařská výzdoba
Od osmdesátých let 19. století se v rotundě nachází dvě vyobrazení souboje sv. Jiří s drakem: reliéf, jehož autorem je Bernard Otto Seeling, a kamenná polychromovaná socha od Eduarda Veselého.
V interiéru rotundy se nachází socha Chlapce s beránkem, symbolizující příchod našich předků, slovanských pastevců, do Čech. Jejím autorem je významný současný sochař Stanislav Hanzík. Od stejného umělce je v apsidě presbytáře rotundy umístěno dílo Ukřižování.

## Zvony
V západní věži se nacházejí dva zvony. První je z roku 1491 a druhý z roku 1509. Oba byly patrně ulity stejným zvonařem, mistrem Tomášem z Litoměřic. Zvony nejsou na elektrický pohon, obsluhují se ručně a jejich původní ladění vyžaduje dobrou techniku zkušeného zvoníka – aby zvonění znělo harmonicky. Zvonívá se pravidelně před mší.

## Poutě, mše a prohlídky
Každoroční pouť se koná v neděli před svátkem sv. Jiří (24. dubna), související zábavní a kulturní program o následujícím víkendu.
Mše probíhají v rotundě každou první neděli v měsíci od 16.30 hod. Nekoná-li se právě mše, je od dubna do října možná prohlídka rotundy s průvodcem. Duben a říjen pouze soboty, neděle, svátky 10–16 hodin. Květen, červen a září denně kromě pondělí (od 10 do 17 hod.). V červenci a srpnu pak denně kromě pondělí (od 10 do 18 hod.). Poslední prohlídka začíná půl hodiny před koncem otevírací doby. 
| Rok  | Počet návštěvníků |
| ---- | ----------------- |
| 2015 | 8 947             |
| 2016 | 7 917             |
| 2017 | 5 580             |

## Galerie

Rotunda svatého Jiří a svatého Vojtěcha
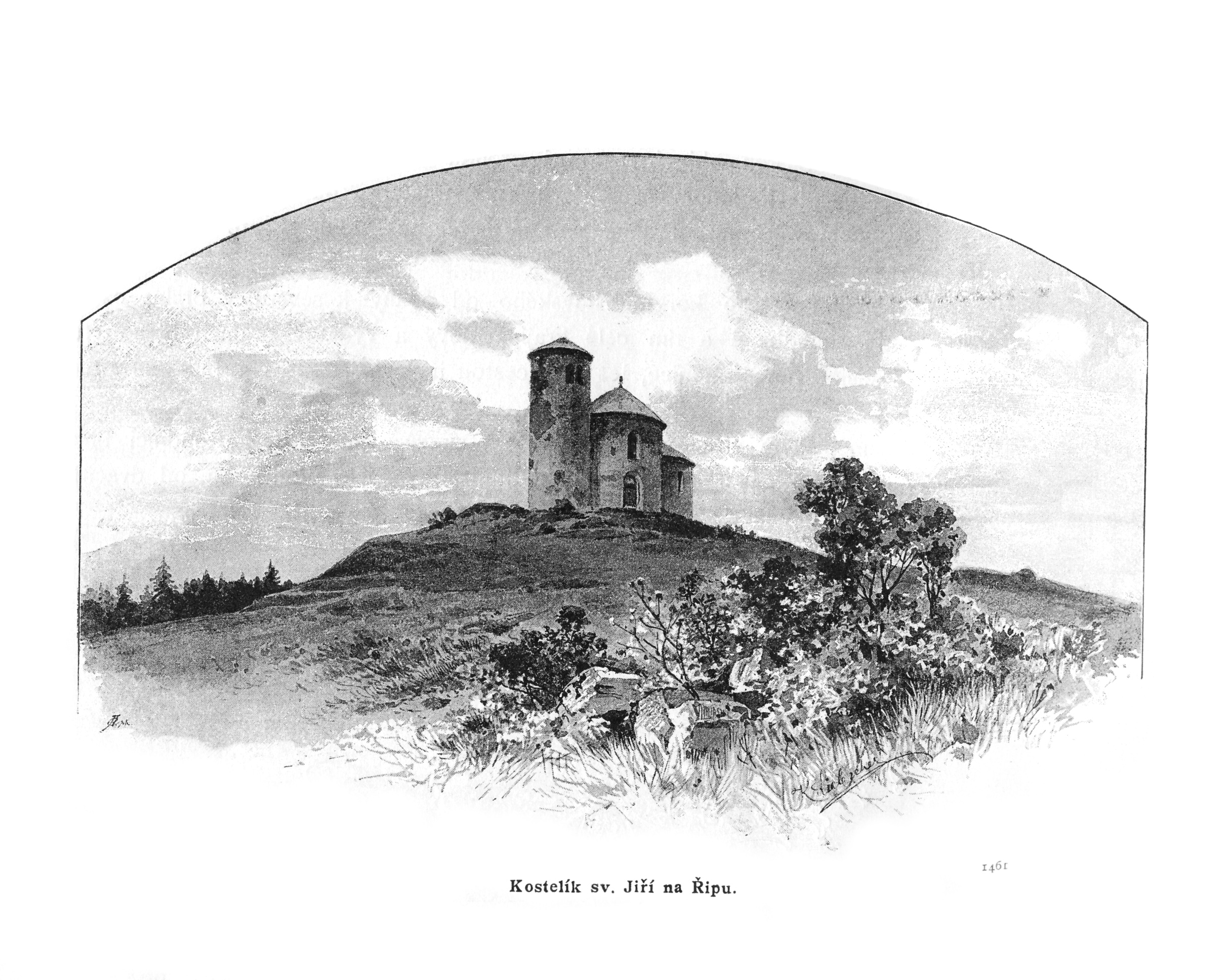
Kostelík sv. Jiří na Řípu, ilustrace Karla Liebschera z roku 1886
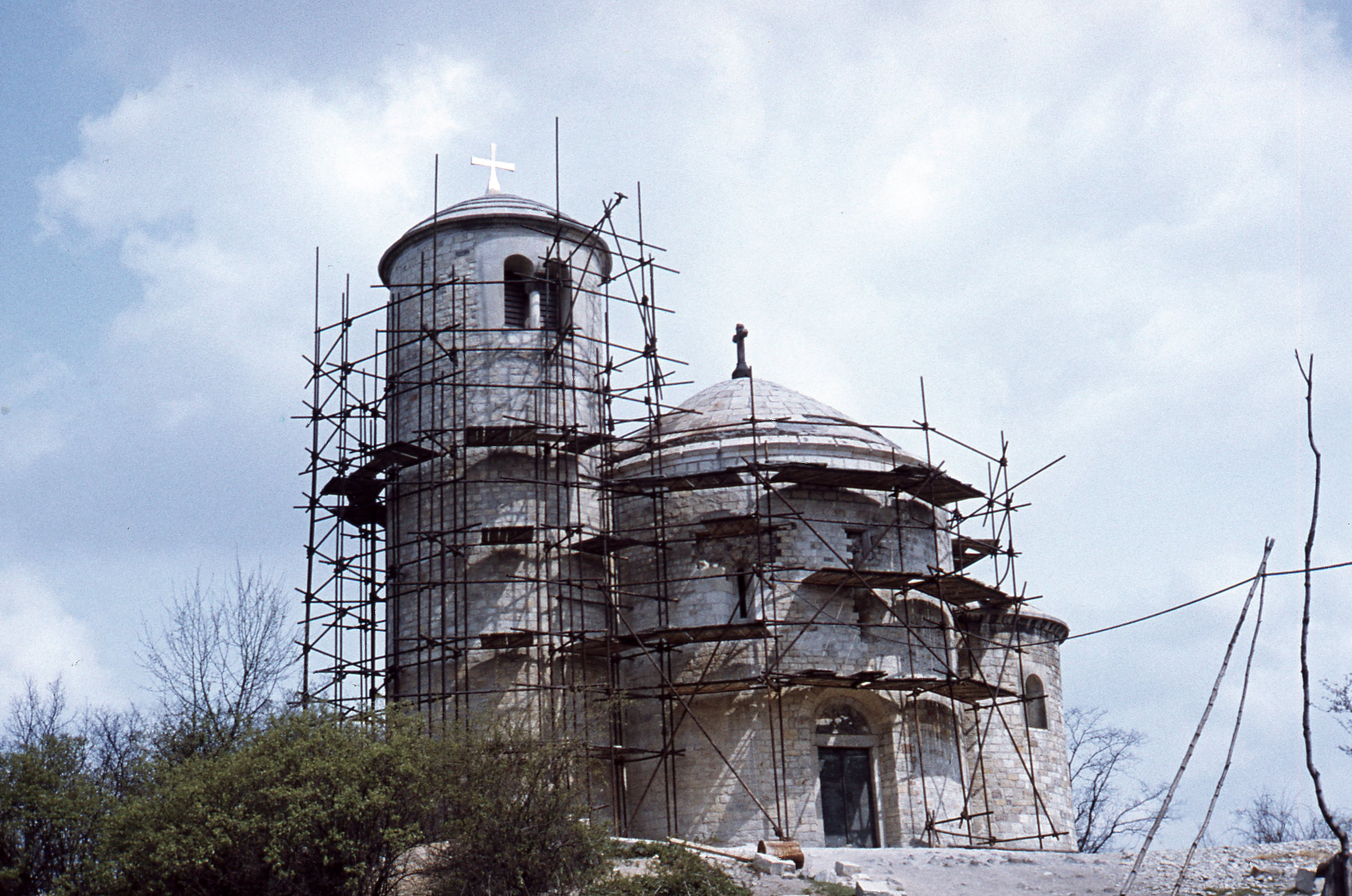
Rekonstrukce rotundy v 70. letech 20. století
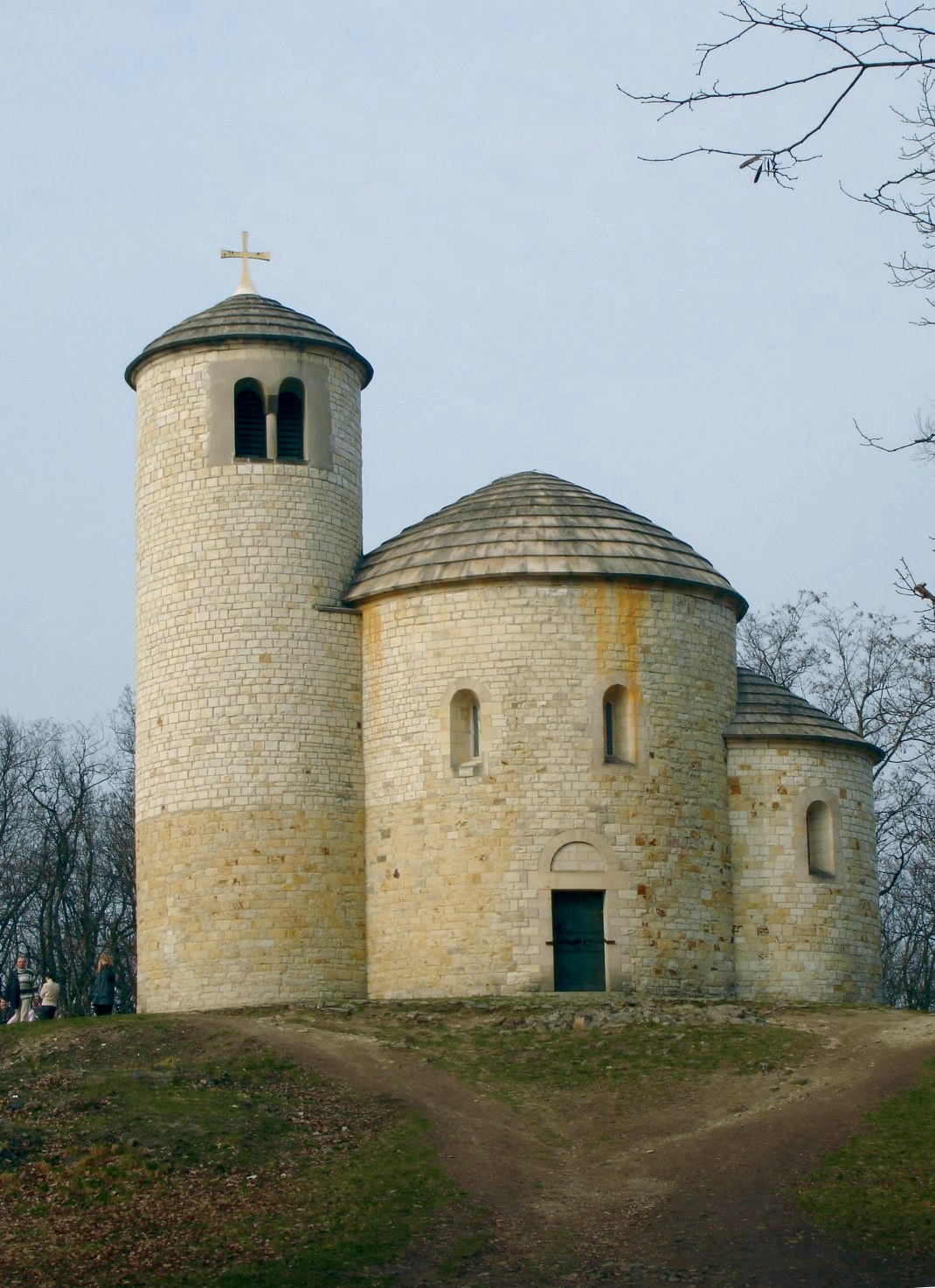
Rotunda ještě bez omítky, rok 2005
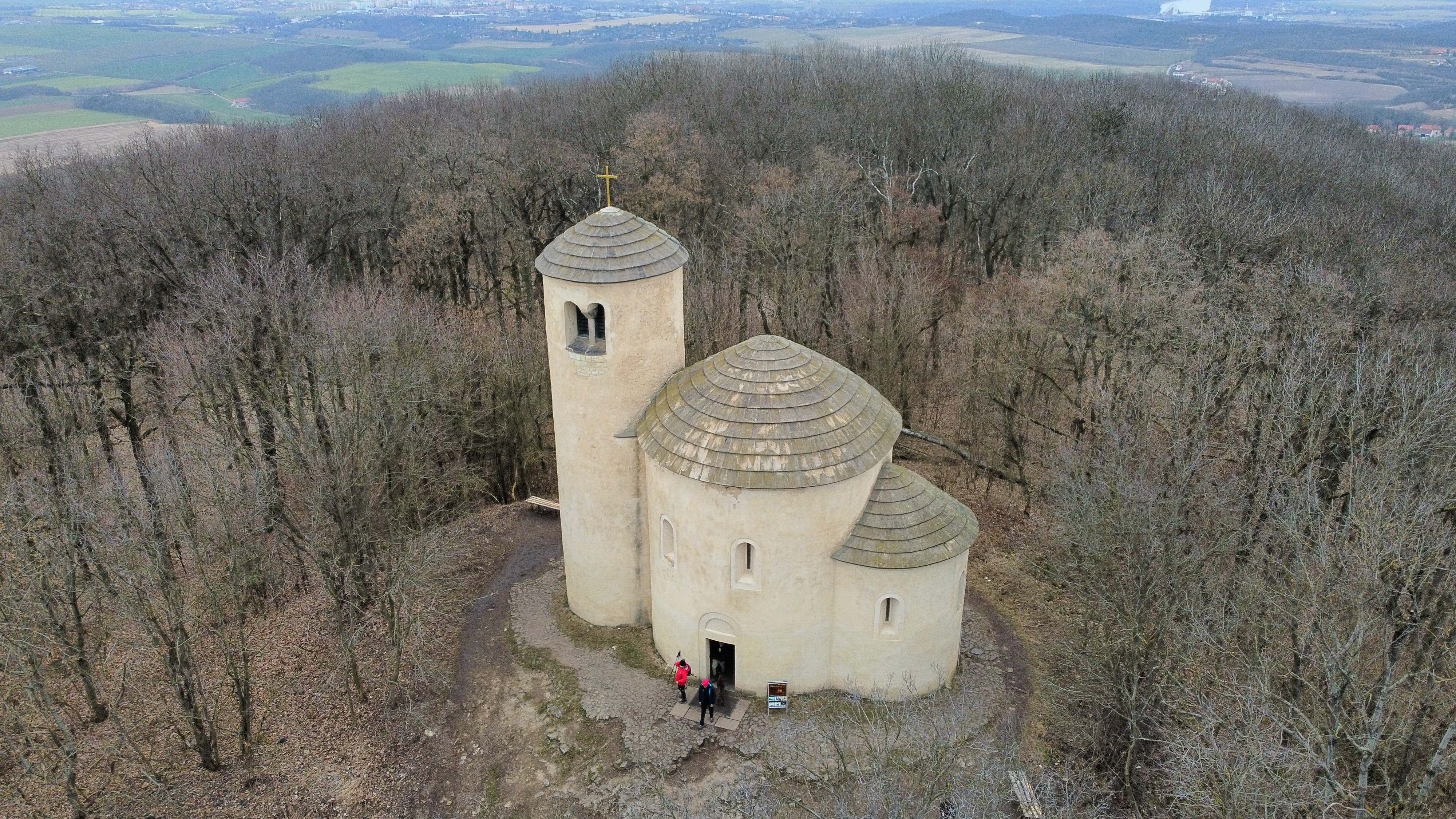
Letecký pohled

Interiér rotundy
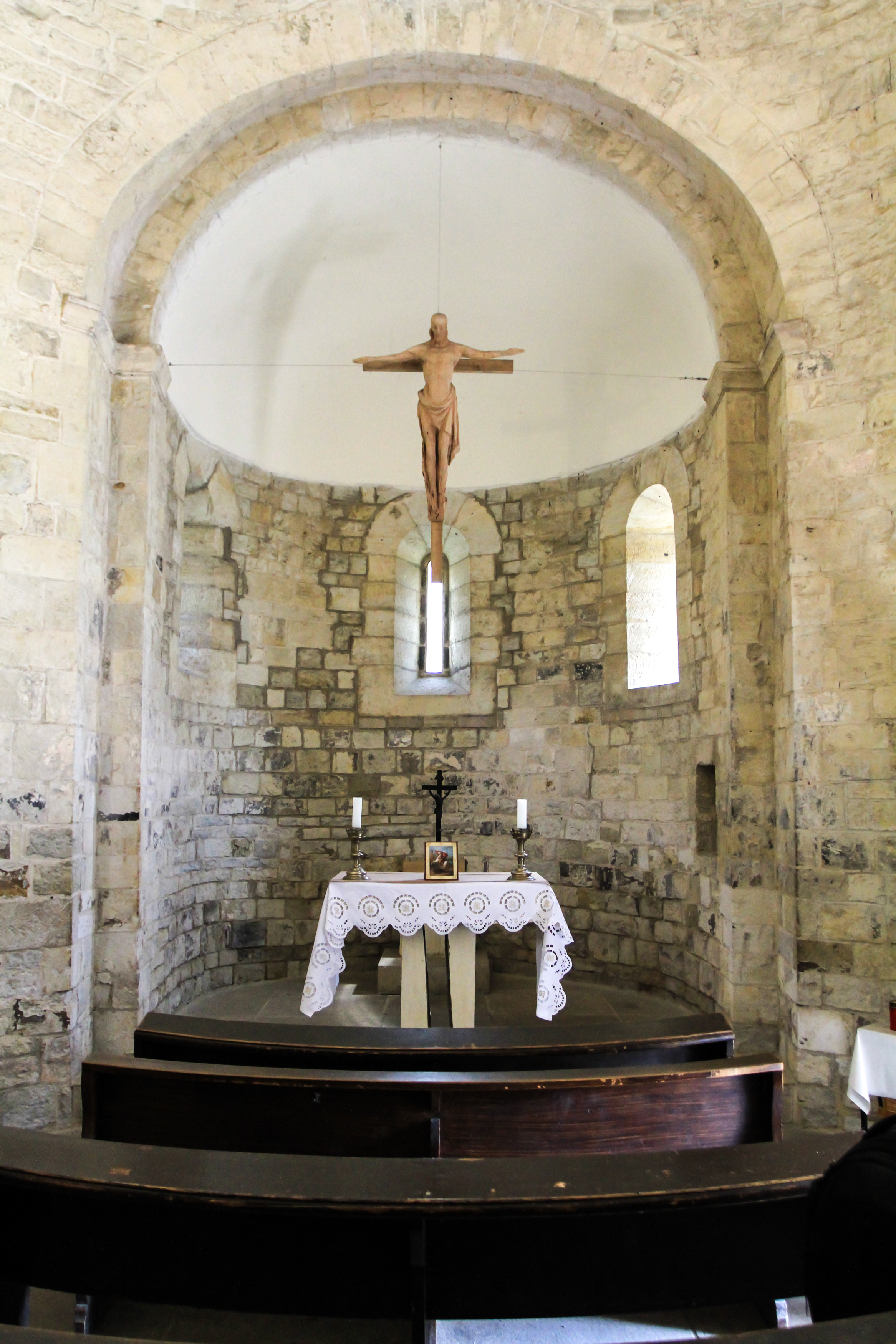
Kněžiště
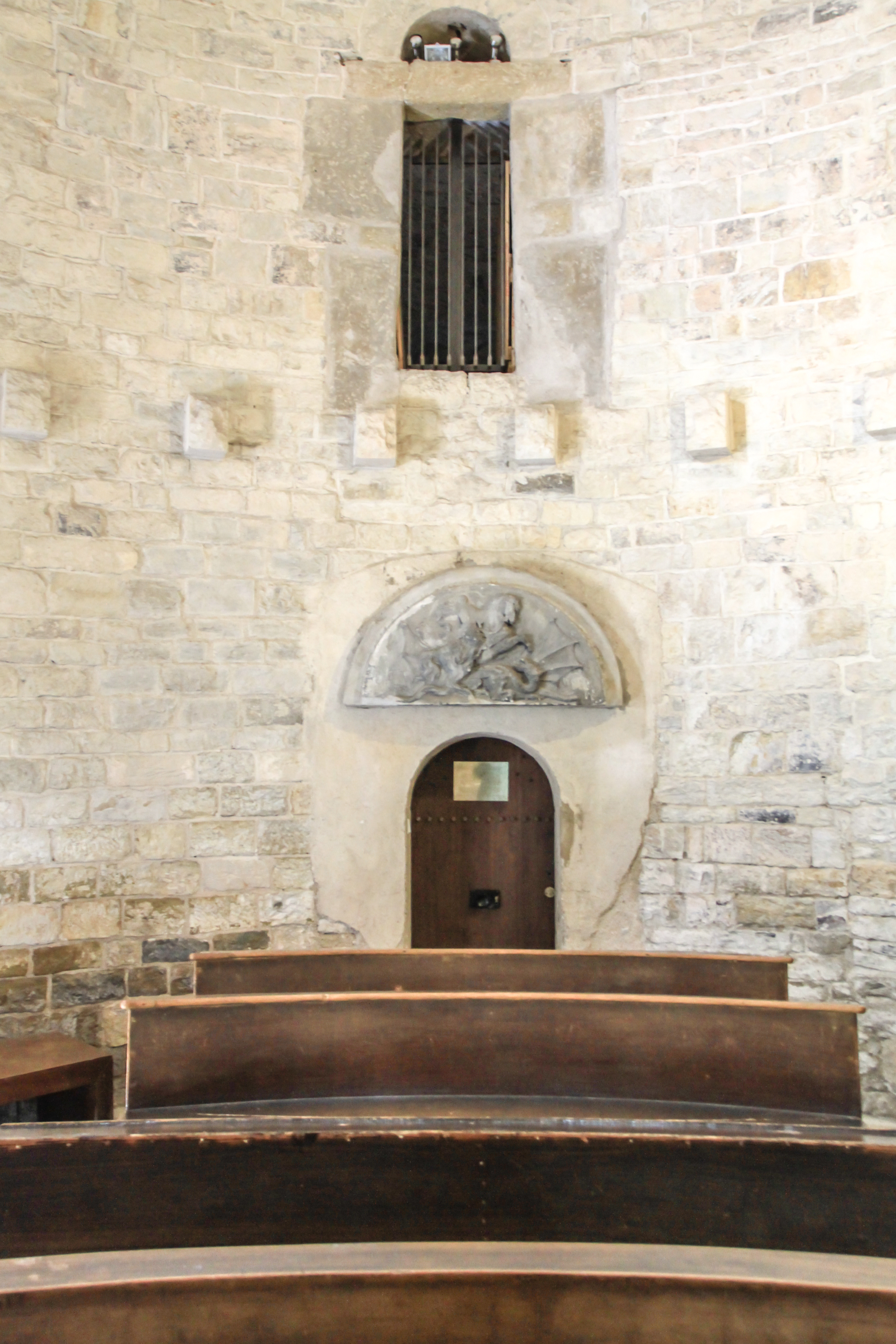
Hlavní loď
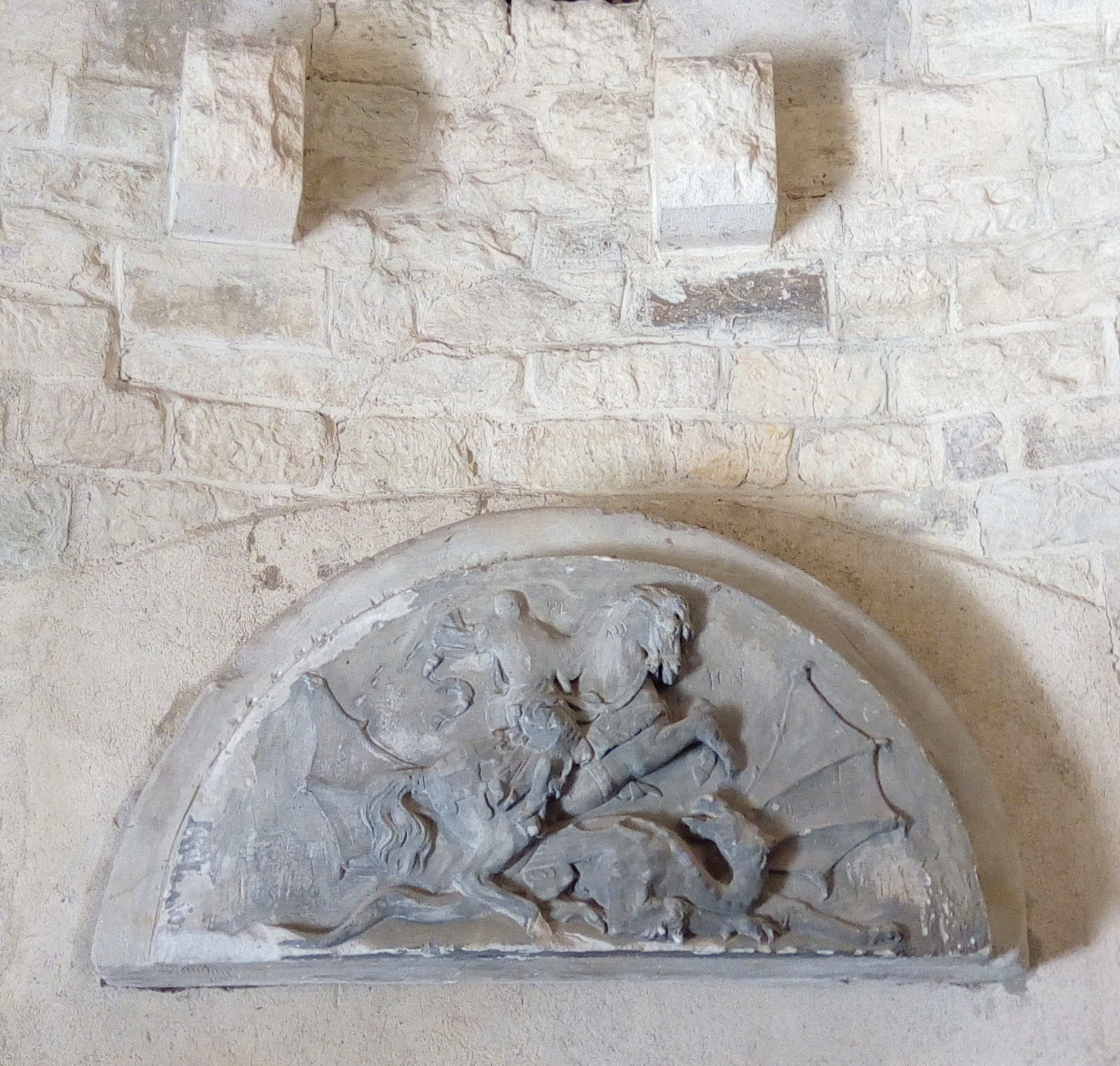
Reliéf sv. Jiří nad původním vchodem
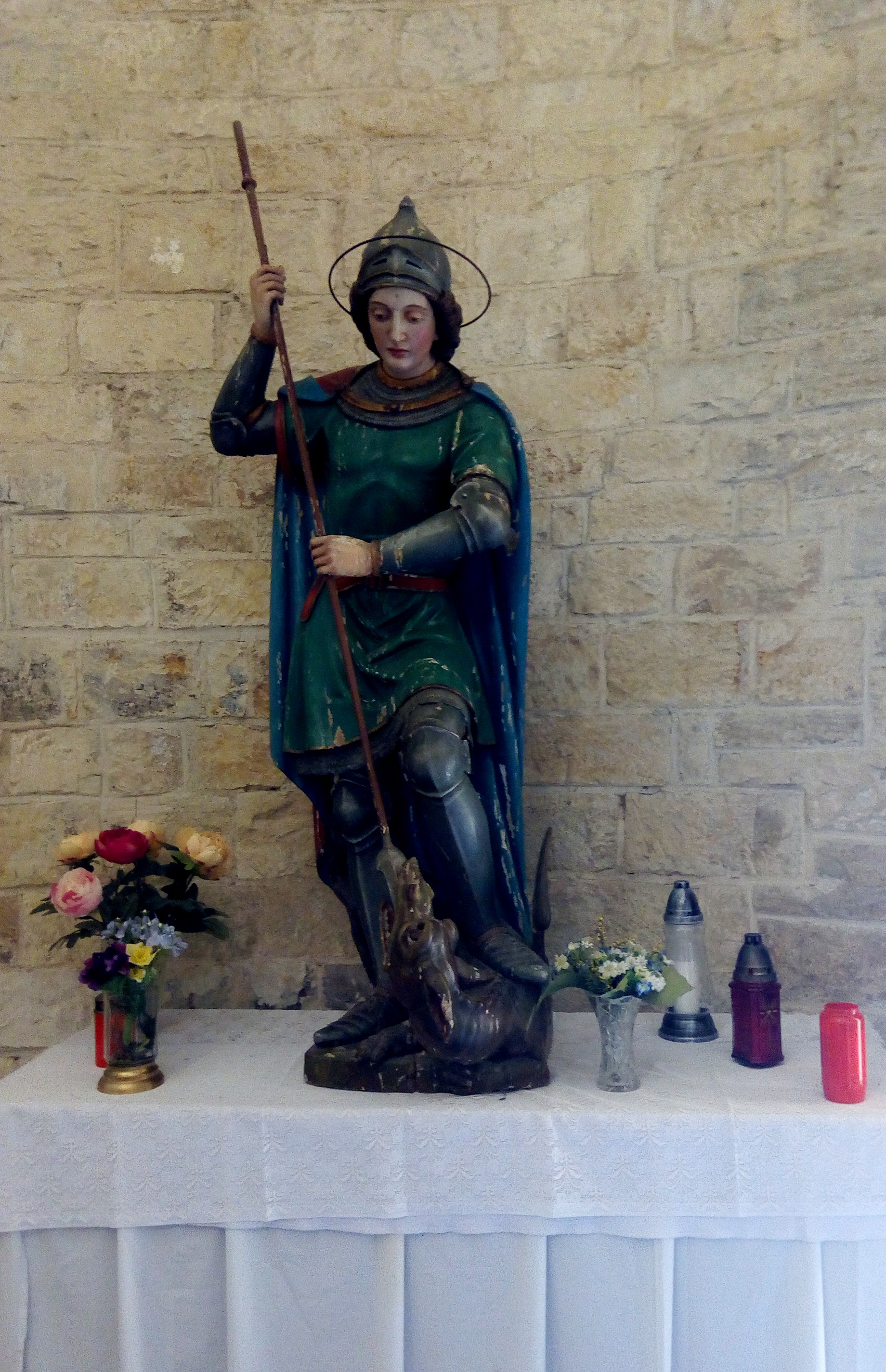
Socha sv. Jiří vedle vstupních dveří